# René Azaïs
Pour les articles homonymes, voir Azaïs.
René Azaïs est un raseteur français, vainqueur de la Cocarde d'or.

## Biographie

### Palmarès
- Cocarde d'or : 1939[1]

### Après la Libération
Après la Libération, il est emprisonné à Mas-Thibert pour faits de collaboration. Il s'évade avant son procès et se réfugie au Canada, où il meurt à plus de 80 ans.